# Itō Sukechika

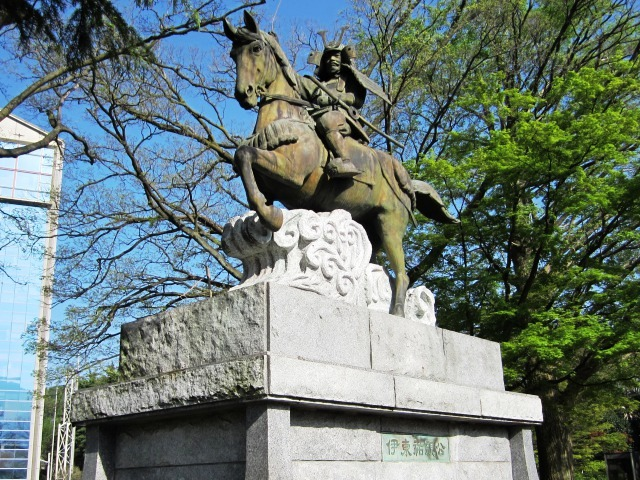
Denkmal Itō Sukechika.

Itō Sukechika (japanisch 伊東 祐親; geboren zu Beginn der Heian-Zeit in der Provinz Izu; gestorben 21. März 1182) war ein japanischer Samurai am Ende der Heian-Zeit.

## Leben und Wirken
Itō Sukechika führte auch die Namen Kawazu Jirō (河津 二郎) und Itō Jirō (伊東 二郎). Sein Vater hieß mit Vornamen Yuke (祐家). Es kam zu Auseinandersetzungen zwischen Sukechika und seinem Neffen – vielleicht war es auch sein Cousin – Kudō Suketsune (工藤 祐経, 1147–1193) um die Teilung seines Herrschaftsbereichs. 
Sukechika diente dem Taira-Klan und versuchte Minamoto no Yoritomo (1147–1199) zu töten. Er behauptete, seine Tochter habe eine Affäre mit Yoritomo gehabt, der in die Provinz Izu verbannt worden war. Yoritomo, der 1180 eine Armee aufgestellt hatte, wurde am Berg Ishibashi umzingelt und in die Flucht geschlagen, doch auf dem Weg zur „Schlacht von Fujikawa“ (富士川の戦) wurde Sukechika vom Minamoto-Klan gefangen genommen und der Obhut seines Schwiegersohns Miura Yoshizumi (三浦 義澄; 1127–1200) anvertraut. Obwohl ihm durch Yoshizumis Vermittlung vergeben wurde, beging er Suizid.
Die Soga-Brüder Soga Sukenari (曾我 十郎祐成; 1172–1193) und Soga Tokimune (曾我 五郎時致) sind die Enkel von Yuchika.